# Autoroute A515 (France)
L'autoroute A515 est une courte autoroute française de 900 mètres reliant le sud de Gardanne (par la RD 6) à l'autoroute A51. Elle permet de relier grâce à la RD 6 l'A51 depuis Marseille à l'A8 en direction de Nice sans passer par Aix-en-Provence une fois la 2 × 2 voies achevée.